# Brada bransfieldia
Brada bransfieldia är en ringmaskart som beskrevs av Hartman 1967. Brada bransfieldia ingår i släktet Brada och familjen Flabelligeridae. Inga underarter finns listade i Catalogue of Life.